# Takuto Otoguro
Takuto Otoguro (乙黒 拓斗, Otoguro Takuto), né le 13 décembre 1998 à Fuefuki, est un lutteur japonais.
Il devient le plus jeune champion du monde japonais en remportant à 19 ans le titre mondial en 2018.